# Гермоген (Добронравин)
Епи́скоп Гермоге́н (в миру Константи́н Петро́вич Добронра́вин; 21 февраля [4 марта] 1820, Московская Славянка, Санкт-Петербургская губерния — 17 [29] августа 1893, Санкт-Петербург) — епископ Русской православной церкви, епископ Псковский и Порховский.

## Биография
Сын священника Санкт-Петербургской епархии, Константин Петрович Добронравин родился 21 февраля 1820 в слободе Московская Славянка. Обучался в Александро-Невском духовном училище, затем — в Петербургских духовных семинарии (1841) и академии.
По окончании академического курса 3-м магистром в 1845 году Добронравин был назначен учителем философии и латинского языка в Московскую духовную семинарию.
Получив в духовной школе свою фамилию за кротость, доброту и приветливость, Гермоген на всю жизнь сохранил эти качества. На всех поприщах он отличался неуклонным исполнением своих обязанностей. В Московской семинарии он имел благотворное влияние на своих учеников.
В 1846 году был рукоположен во священника к церкви Санкт-Петербургского Волкова кладбища.
В 1854 году он был переведён в законоучители и настоятели церкви 3-й Санкт-Петербургской гимназии. В гимназии он преподавал до 1869 года и имел репутацию «умного, доброго и влиятельного наставника». Будучи законоучителем, он состоял членом конференций Санкт-Петербургской Духовной Академии, Академического Комитета для издания духовно-нравственных книг и Комитета духовной цензуры.
Возведённый в 1864 году в сан протоиерея, Добронравин в 1869 году был назначен смотрителем Александро-Невского духовного училища.
Чуждый всяких новшеств в преподавании, он требовал от учеников твердого знания устарелого в главах иных законоучителей Филаретова Катехизиса, но знания отчетливого с ясным пониманием всех текстов, заучивавшихся непременно на славянском языке; каждый текст читал он по книге и объяснял буквальное значение каждого слова; старые слова в Катехизисе заменял новыми, изменял старую расстановку слов; все это переправлял карандашом в своей книге и велел то же самое делать детям в их книгах. В духовном училище его уроки по «церковному уставу» были «содержательны и интересны», и у него «учились все не потому, что приходилось иметь дело со смотрителем, а потому, что знакомство с предметом происходило под руководством опытного и искусного учителя»; он на всех уроках заменял отсутствовавших учителей, и в 1872—1873 учебном году прекрасно подготовил учеников к экзамену по русскому языку, «ходил неустанно на каждый урок, просто и вразумительно сообщал и разъяснял правила русской грамматики».
Овдовевший в 1854 году, протоиерей Добронравин, устроив судьбу единственной дочери, 1 сентября 1873 года принял монашество с именем Гермоген. 8 сентября он был возведён в сан архимандрита, 28 сентября назначен епископом Выборгским, викарием Санкт-Петербургской митрополии, и 21 октября хиротонисан.
На епископское служение Гермоген смотрел как на подвиг: «Иду, говорил он при наречении во епископа, с твёрдым намерением всецело отдать свои силы на служение Богу, неустанно и неусыпно стоять на страже веры и Церкви, мужественно бороться с её врагами и даже быть готовым и пострадать за истину Христову».
9 сентября 1876 года хиротонисан во епископа Ладожского, викария Санкт-Петербургской епархии.
24 апреля 1882 года получил самостоятельную Таврическую епархию.
9 марта 1885 года был переведён во Псков.
В епархиях он заботился о просвещении паствы при помощи духовно-просветительных обществ и внебогослужебных бесед, о призрении вдов и сирот духовенства и о воспитании его детей. «Это детище мое», говорил он о Псковском епархиальном женском училище.
Вызванный в 1893 году в Санкт-Петербург для присутствования в Св. Синоде, Гермоген заболел воспалением лёгких и скончался в 4 часа утра 17 августа на Синодальном Благовещенском подворье. Погребён в Исидоровской церкви Александро-Невской лавры возле правого клироса. В 1932 году при закрытии Лавры его мощи были найдены нетленными.

## Богословские, исторические работы и творчество
Гермоген оставил после себя много учёно-литературных трудов, которых часть осталась не напечатанной. Он издал ряд руководств по церковной истории и литургике: «Краткая История Русской Церкви», «Очерк Истории Славянских Церквей», «Очерк Истории Христианской Церкви», «Литургика, или Учение о богослужении Православной Церкви», выдержавшее 6 изданий, «О Таинствах Православной Церкви», «Очерк учения и богослужения Армянской Церкви» (его магистерская диссертация) и издал в 1887 году историко-статистическое описание Таврической епархии под заглавием «Таврическая Епархия»; он собирал материалы для такого же описания Псковской епархии.
Владыка обладал поэтическим даром. Его перу принадлежит стихотворение «Дай добрый товарищ мне руку свою…» — любимой семинарской песни того времени, музыку к которой написал кн. Голицын.

## Труды
- «Утешение в смерти близких сердцу.» СПб., 1854. М., 1997, 2003;
- «Очерк истории христианской Церкви…: Век I—IX.» СПб., 1866;
- «Краткая история Русской Церкви…: Век X—XIX.» СПб., 1866; Высокопреосв. Филарет, митр. Московский и Коломенский. СПб., 1868;
- «Воспоминания о преосвященном Антонии, архиепископе Воронежском.» СПб., 1869;
- «Георгий, затворник Задонского монастыря.» СПб., 1869; Рос. библ. об-во. СПб., 1869;
- «Очерк истории славянских Церквей.» СПб., 1873;
- «Вечерние беседы отца с детьми о пении при богослужении и о церковной музыке.» СПб., 1876;
- «Справочный листок о церквах и духовенстве епархиального ведомства в С.-Петербургской епархии за 1876 г.» // ЦВ. 1877. № 28. С. 8-11; № 30. С. 13-16; № 32. С. 6-9; № 34. С. 9-10; № 35. С. 7-8; № 36. С. 10-13;
- «Литургика.» СПб., 1881 (То же: О богослужении православной Церкви. Пг., 191615);
- «Минуты пастырского досуга.» СПб., 1882. 2 т.;
- «Таврическая епархия» Псков: тип. Губ. правл., 1887;
- «О святых таинствах православной Церкви». СПб., 1894;
- «Очерк истории славянских Церквей» 2-е изд. СПб., 1899;
- «Мое прошлое»: Из записок преосвященного Гермогена, еп. Псковского. СПб., 1908;
- «Краткий очерк истории Армянской Церкви. Вероучение Армянской Церкви.» М., 2000. СПб., 2005.